# Semantron

Ruský mnich hrající na semantron

Semantron (řecky: σήμαντρον), také semanterion (σημαντήριον), či xylon (ξύλον) (rumunsky: toacă; ukrajinsky: било, bylo; клепало, klepalo; rusky: било, bilo; bulharsky, makedonsky, srbsky: клепало, klepalo; arabsky: ناقوس, nāqūs) je bicí nástroj používaný v kostelech a klášterech. Slouží ke svolání věřících či mnichů k bohoslužbě, příp. je využíván na začátku procesí.
Semantron existuje ve třech základních variantách: přenosný, jenž se skládá z podlouhlé opracované dřevěné desky a dřevěné paličky; závěsný dřevěný, který je větší, těžší a je upevněn řetězy, nebo provazy a hráč na něj hraje dřevěnými paličkami; závěsný kovový, jenž se skládá z jednoho či více kusů zavěšených kovových destiček a hráč používá kovové paličky.
Přenosný dřevěný semantron je ve svém středu obvykle zúžen, aby se hráči lépe držel. K rozezvučení dochází údery dřevěnou paličkou do různých částí desky a pod různým úhlem.
Závěsný dřevěný semantron se skládá z vhodně vybrané desky dřeva, často jde o střed javoru, nebo břízy. Na délku má nástroj obvykle 2 až 4 metry, na výšku kolem 30 až 50 centimetrů a hloubku kolem 20 centimetrů. Jeho původ nalézáme v Levantě a Egyptě, poté se jeho využití rozšířilo do Řecka na horu Athos a následně do dalších území obývaných pravoslavnými křesťany, do dnešního Rumunska, Moldavska, Bulharska, Srbska, Černé Hory, Bosny a Hercegoviny a Severní Makedonie.
Závěsný kovový semantron je obvykle menší než jeho dřevěná obdoba. Může se skládat z jedné, nebo několika částí, které mohou být lehce prohnuté. Vydávaný zvuk lze přirovnat ke zvuku gongu. Umístěn je obvykle u vchodu do hlavního chrámu kláštera.